# سكك حديد الجمهورية الإسلامية الإيرانية
سكك حديد جمهورية إيران الإسلامية (تُختصر بـالإنجليزية: IRIR، أو أحيانًا RAI، أو IRI Railway ) ( فارسي:راه‌آهن جمهوری اسلامی ایران ) هو نظام السكك الحديدية الوطنية المملوكة للدولة في إيران . شركة راجا لقطارات الركاب هي إحدى الشركات التابعة لشركة سكك حديد جمهورية إيران الإسلامية، وتدير قطارات الركاب الخاصة بها. شركة النقل بالسكك الحديدية هي شركة تابعة للهيئة العامة للسكك الحديدية، وهي التي تدير نقل البضائع الخاصة بها. وزارة الطرق والتنمية الحضرية في إيران هي الوكالة الحكومية التي تشرف على معهد الطرق والتنمية الحضرية. يتم نقل حوالي 33 مليون طن من البضائع و29 مليون مسافر سنويًا عبر شبكة النقل بالسكك الحديدية، وهو ما يمثل 9% و11% من إجمالي النقل في إيران على التوالي (2011). 

## العمليات
في عام 2008، قامت الشركة بتشغيل 11,106 كم من السكك الحديدية مع 18900 إضافية كم في مراحل مختلفة من التطوير.  تقريبًا كل هذا هو مقياس قياسي يبلغ 1٬435 mm (4 ft 81⁄2 in)

## الشركات التابعة
- شركة راجا لقطارات الركاب هي شركة تابعة لسكك حديد جمهورية إيران الإسلامية (IRIR) وتدير قطارات الركاب الخاصة بها، بما في ذلك القطارات الدولية التي تربط طهران بإسطنبول ودمشق . نقلت شركة راجا للقطارات الركاب أكثر من 4 ملايين مسافر خلال الفترة 2003-2005. ارتفع عدد المسافرين بالسكك الحديدية من 11.7 مليون في عام 2000 إلى 17.3 مليون في العام المنتهي في مارس 2005. وتحمل كل عربة ركاب سنويا 7340 راكبا لكل كيلومتر في المتوسط (بينما يبلغ الرقم 3950 شخصا لكل كيلومتر في تركيا و5220 راكبا لكل كيلومتر في مصر). ومن المتوقع أن تقوم الشركات الخاصة بتشغيل 5000 عربة بحلول عام 2009 (50% من الإجمالي). [3]
- شركة النقل بالسكك الحديدية هي أيضًا شركة تابعة لشركة السكك الحديدية الإيرانية التي تدير نقل البضائع بينما وزارة الطرق والنقل هي الوكالة الحكومية التي تشرف على شركة السكك الحديدية الإيرانية. في إيران، يتم نقل حوالي 1050 طنًا من البضائع لكل عربة (2008). [3]
- توفر شركة زارند لنظام السكك الحديدية الوطني عربات قطارات الشحن والركاب. [4]

## أنظر أيضاً
- صناعة السكك الحديدية الإيرانية
- محطات السكك الحديدية في إيران
- السكك الحديدية عبر إيران
- ديزل ديسا
- مترو طهران
- ممر النقل بين الشمال والجنوب

## روابط خارجية
- الموقع الرسمي لسكك حديد الجمهورية الإسلامية الإيرانية نسخة محفوظة 20 May 2021 على موقع واي باك مشين.
- الموقع الرسمي لشركة تطوير صناعات السكك الحديدية الإيرانية (IRICO)
- موقع شركة راجا للنقل بالسكك الحديدية (شراء تذاكر قطارات إيران) نسخة محفوظة 2 April 2009 على موقع واي باك مشين.
- الموقع الرسمي لوزارة الطرق والتنمية الحضرية في إيران نسخة محفوظة 20 May 2021 على موقع واي باك مشين.